# Erodium chium
Érodium de Chios, Bec-de-grue de Chios
Espèce
L'Érodium de Chios ou Bec-de-grue de Chios (Erodium chium) est une espèce de plantes de la famille des Géraniacées.